# Marquinho
Marquinho é um município brasileiro do estado do Paraná. Sua população estimada em 2010 era de 4.983 habitantes, conforme dados de IBGE.